# Règlement cantonal

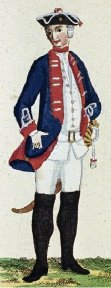
Soldat prussien en 1759

Le règlement cantonal ou système de cantonnement (Kantonreglement) désigne la circonscription militaire établie en Prusse le 15 septembre 1733 par Frédéric-Guillaume Ier de Prusse. Il est le précurseur du service militaire national tel qu’il sera introduit dans de nombreux pays du monde dans les siècles qui suivirent. Il rendit, en effet, le service militaire obligatoire entre 18 et 45 ans et divisa le territoire prusso-brandebourgeois en districts de cantonnement afin d’alimenter les différents régiments de manière équitable et équilibrée. 

## Contexte et facteur déclencheur

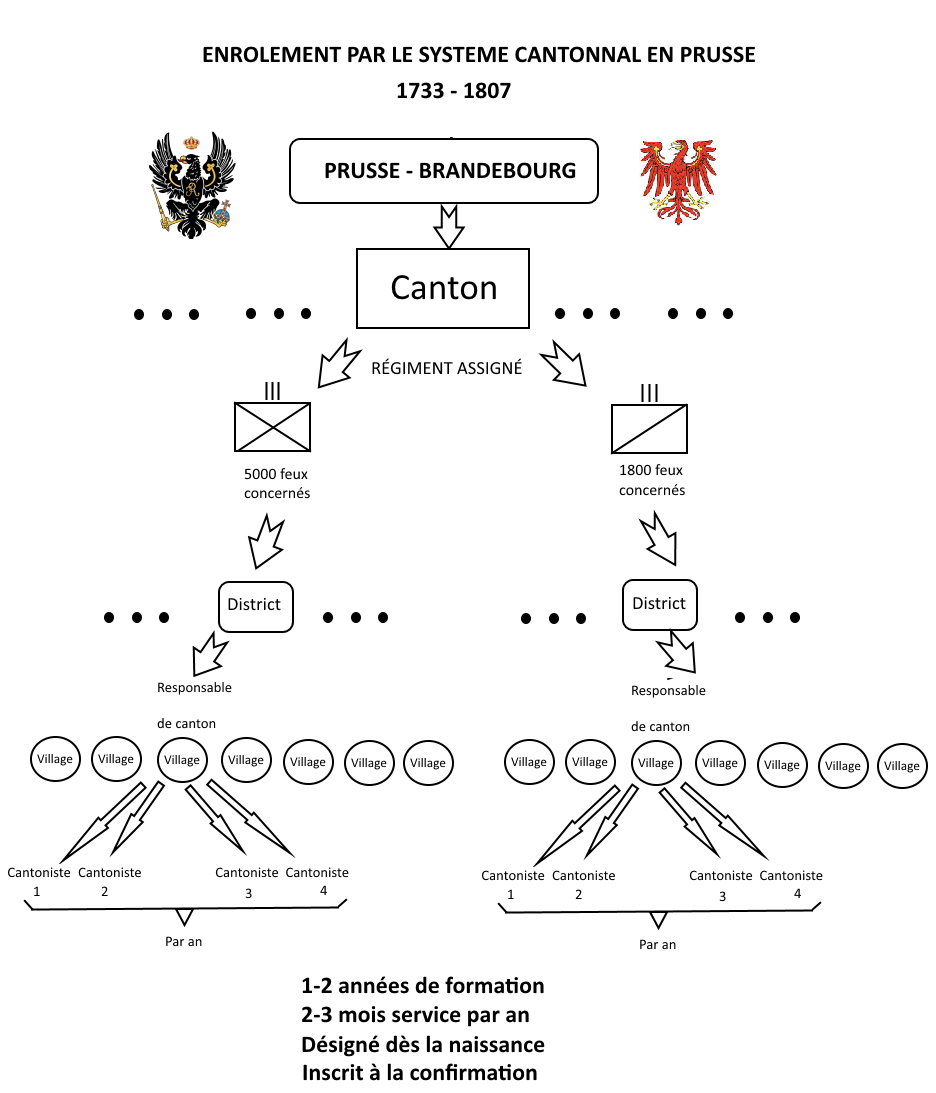
Système cantonal en Prusse pour la conscription militaire

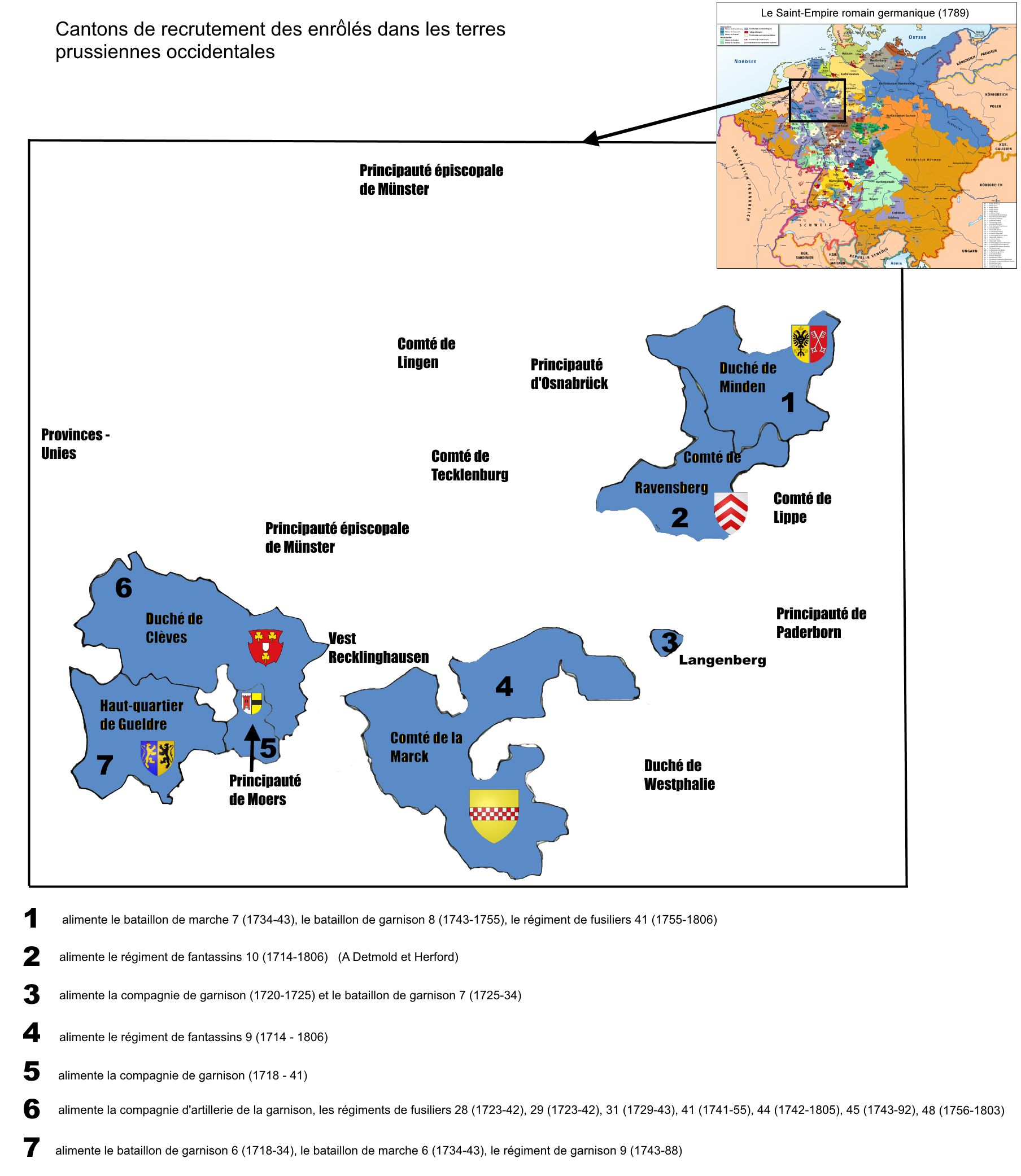
Exemple de districts de recrutement des soldats prussiens en Westphalie

L'armée était omniprésente au sein de la population car le cantonnement des troupes se faisait chez l'habitant ; il n'y avait pas de caserne à cette époque. À partir de 1719, tous les régiments du Brandebourg étaient placés dans les villes. La proportion de la population militaire au sein de la population civile prenait tellement d’ampleur que les hôtes militaires disposèrent de leur propre église, dite de la garnison, aussi bien à Berlin qu'à Potsdam (Garnisonkirche). 
La discipline militaire pratiquée à cette époque était très sévère, voire contestable si l'on se place du point de vue des démocraties modernes. il y avait de ce fait très peu de volontaires. Les hommes recrutés étaient le plus souvent issus des couches les moins socialisées. C'est pourquoi le roi décida pour augmenter la taille de ses régiments de racoler par la ruse ou la force. Il étendit son secteur de recrutement au-delà de la Prusse et envoya des officiers-recruteurs (Werbeoffiziere) dans les autres états allemands, en Suisse, dans les Provinces-Unies,en Hongrie, en Pologne, dans les Pays baltes et en Italie, spécialement Venise.

« Nos régiments sont composés, moitié de gens du pays, moitié d'étrangers, qui ont été enrôlés pour de l'argent. Ces derniers n'ayant rien qui les attache, n'attendent que la première occasion pour
s'en aller. Il s'agit donc d'empêcher la désertion. »

— Frédéric II de Prusse

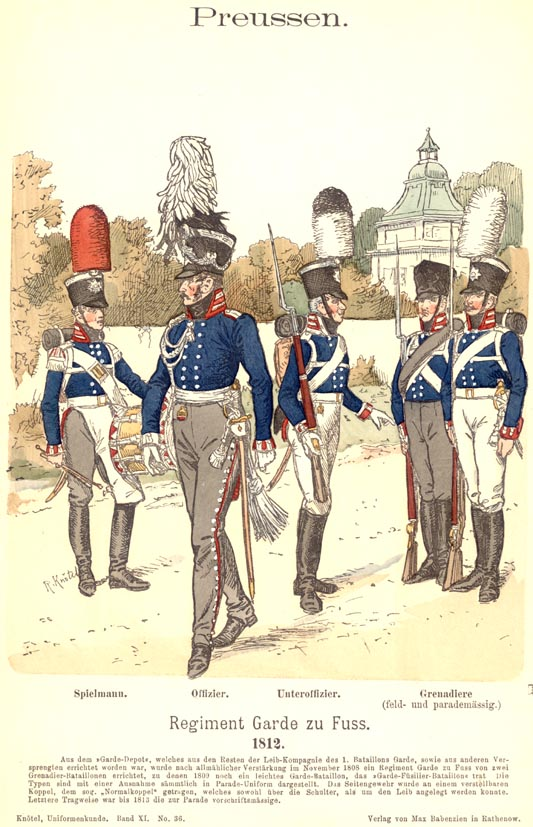
Garde à pied, 1812

Au XVIIIe siècle, la manière de percevoir un soldat diverge fortement de celle en vogue de nos jours. Ils ont une valeur marchande, servent parfois de cadeau entre souverains. Par ailleurs, on pense que l'enrôlement est un moyen de redresser les indisciplinés et les hommes ayant commis un délit. Par l'édit du 9 mai 1714, le roi de Prusse décrète qu'il est préférable d'envoyer ces criminels au régiment plutôt qu'en prison. Ceci fut confirmé par l'édit du 14 octobre 1780 qui présente le service militaire comme une sanction possible pour les criminels au civil. La fonction éducative, voire de redressement et de rééducation qu'on prête régulièrement à l'armée était pleinement assumée en Prusse à cette époque. 
La façon de procéder des officiers-recruteurs conduisit parfois à des incidents ou des plaintes comme à Maastricht où un recruteur prussien a été exécuté en 1732. Le roi dépensa des millions de thalers pour payer les primes et le travail des recruteurs.
Vers 1735, deux tiers des soldats enrôlés dans l'armée prussienne étaient étrangers et avaient donc plus un statut de mercenaire. La vie était dure et les désertions fréquentes.
Afin de stabiliser et de pérenniser son armée, le roi décida d'introduire un système de cantonnement nommé « règlement cantonal » le 15 septembre 1733. Ce système de conscription quasi générale perdura jusqu'en 1807. C'est une année après la suppression du Saint-Empire romain germanique. Mais c'est surtout quelques mois après les défaites à Iéna et Auerstaedt face aux troupes françaises et dans la logique de la réforme de l'armée prussienne et de la réorganisation de l'armée prussienne. On assiste à un moment charnière entre l'ancienne (« Altpreußische Armee ») et la nouvelle armée prussienne ou armée néo-prussienne (« Neupreußische Armee »).

## Ébauche de circonscription générale

### Division du territoire
Les décrets des 1er mai 1733, 18 mai 1733 et 15 septembre 1733 attribuèrent des zones de recrutement (Werbegebiete) ou cantons d'enrôlement (Enrollierungskantone) aux troupes respectives après que le roi Frédéric-Guillaume Ier avait demandé aux Chambres de la guerre et du domaine de procéder en septembre 1732 au recensement de tous les feux de son royaume. Pour ce faire, les fonctionnaires royaux se fondèrent sur les cadastres de la propriété foncière. Chaque district est assigné à un régiment. Entre 5000 et 8500 feux sont attribués à un régiment d'infanterie et 1800 feux sont affectés à un régiment de cavalerie. On parle ainsi de district de recrutement (Aushebungsbezirk). 
Le roi décrit lui-même sa vision de la nouvelle circonscription militaire: « Tous les habitants du pays sont nés pour les armes et ont l'obligation de servir dans un régiment qui appartient au district du canton où se trouve leur foyer. »
Enrôlés à la naissance, tous les garçons étaient nés pour servir le souverain, mais ils n'étaient pas systématiquement mobilisés. La formation durait un an ou deux ans suivant les cas. Il fallait rester disponible jusque 40 ans. L'enregistrement des jeunes garçons se faisait par le pasteur au moment de la confirmation : on disait alors qu'ils étaient enrôlés (« enrollirt »). Au printemps de chaque année, les pasteurs lisaient depuis la chaire des temples la liste des nouvelles recrues appelées au drapeau. Il est à noter que c'est la taille des garçons qui était déterminante, et non l'âge stricto sensu. 
En temps de paix, il y avait obligation de service pendant deux ou trois mois. Le reste du temps, les hommes étaient libérés sans solde. Par an, 30 cantonistes étaient incorporés par districtafin de compenser les départs. En temps de guerre, les régiments levaient jusqu'à 100 hommes, voire adolescents, car c'est la taille qui décidait du moment de l'incorporation. 
Néanmoins il exista de nombreuses exemptions (« Exemptionen von Werbung ») :
- les religieux et les membres du clergé;
- les nobles;
- les adeptes de la non-violence comme les mennonites ou les Amish;
- les bourgeois des villes privilégiées;
- les artisans et toutes les personnes dont le rôle économique était important[4]:
  - les fils uniques devant succéder à leurs pères;
  - les fils uniques pour cultiver les terres ou nourrir une mère pauvre ou infirme;
  - les fils devant nourrir des frères et sœurs en bas âge;
  - les étrangers nouvellement établis dans le pays, et leurs fils;
  - les artisans dans certaines professions suivant leur utilité ou leur rareté dans une province donnée[N 6]

De ce fait, ce furent essentiellement les paysans et les couches urbaines inférieures qui furent touchés par la circonscription cantonale. Les fils de nobles sont dispensés en théorie car le souverain attend d'eux qu'ils servent plus tard dans l'armée en tant qu'officier. La priorité est donnée à la formation et l'enseignement des enfants de haut rang à des fins essentiellement représentatives. La mobilisation des junkers fut progressive d'autant plus que le ban féodal fut supprimé. Le roi demanda également aux fils de la noblesse de ne pas servir à l'étranger. Il fit créer l'académie des cadets de Berlin en 1722 avec une capacité d'accueil d'environ 300 élèves. 2 100 officiers nobles sortiront de cette institution.

### Avantages et inconvénients du nouveau règlement cantonal
Avant le règlement cantonal, les recruteurs faisaient intrusion dans les foyers et parvenaient grâce à l'effet de surprise à amener de force les nouvelles recrues récalcitrantes, ce qui par conséquent s'apparentait plus à une arrestation qu'à un acte volontaire de servir son pays ou son souverain. 
L'avantage du nouveau système de cantonnement réside dans le fait que les garçons avaient mentalement le temps de se faire à l'idée qu'un jour ils devraient servir dans un régiment dès qu'ils auraient atteint la taille voulue. 

« Quoiqu'il y ait  grand nombre d'hommes dans mon pays, il est question de savoir si vous en trouverez beaucoup de la taille de mes soldats. Et supposons même qu'il y en eût assez,
seront-ils d'abord dressés? »

— Frédéric II de Prusse
Ils connaissent le régiment de leur région de résidence pour le côtoyer dans la vie quotidienne et ils ont déjà reçu l'insigne du régiment au moment où ils ont été inscrits dans le registre du régiment. Une fois la formation effectuée, les jeunes recrues savent qu'ils vont ainsi rester dans leur région natale auprès de leur famille, qu'ils pourront rentrer dans leur foyer pour les permissions, travailler ou fonder une famille. 
L'encadrement semble accorder plus d'importance à la préparation psychologique des garçons enrôlés en lui donnant une place au sein d'une structure identifiée sans les déraciner de leur milieu familial. 
Néanmoins, malgré les efforts déployés par l'administration prussienne, le service militaire demeura craint et détesté par les jeunes hommes. La sévérité de la formation et le traitement subi pendant le service militaire effraient les plus téméraires car le châtiment corporel est monnaie courante, les punitions quasi quotidiennes. L'absence de statut réel protégeant les droits des soldats contre les abus de la hiérarchie autorise tous les excès ou donne un semblant de légitimité à la violence gratuite, à des comportements que les jeunes recrues perçoivent comme de l'avilissement ou de la maltraitance, d'autant plus que certains soldats sont là pour être redressés. Comme partout ailleurs en Europe, le soldat est livré au bon vouloir du seigneur qui a droit de vie et de mort sur son sujet. 

« La désertion, soit dans un régiment, soit dans une compagnie, il faut examiner d'abord la raison de ce mal, il faut s'informer si le soldat a eu son prêt, si on lui donne les autres douceurs accordées, et si le capitaine n'est pas capable de quelques malversations. »

— Frédéric II de Prusse

Par voie de conséquence, les phénomènes de la désertion ou de la fuite avant l'incorporation ne purent être réellement endigués. Ce fut surtout le cas des provinces occidentales à des centaines de kilomètres de la capitale du royaume qui réussirent à se libérer de cette politique d'enrôlement au bout de quelques années. À Clèves, on se plaint que tous les jeunes hommes valides et vigoureux sont indirectement chassés du pays. Le Saint-Empire romain germanique est un État éclaté, formé de centaines de territoires constitutionnellement indépendants permettant de changer de législation sans aller bien loin. Les réfractaires au service militaire quittent leur pays, mais ils ne se trouvent pas bien loin de chez eux. Ils peuvent ainsi travailler dans les manufactures et chez les artisans des états voisins. Sans exagérer, si l'on prend l'exemple des provinces occidentales de la Prusse disséminées dans le patchwork de nombreuses principautés laïques ou ecclésiastiques, un déserteur ou fuyard peut trouver refuge dans un autre état à moins d'une journée de marche. Ce fut plus difficile pour ceux qui habitaient dans le grand territoire du Brandebourg. Avec le temps, la désertion devint de plus en plus difficile. Les villes-garnisons comme Potsdam avaient été emmurées d'une puissante enceinte et les contrôles aux portes de la ville se faisaient de plus en plus sévères. De même, un soldat en cantonnement chez l'habitant dans la mansarde ne dormait jamais seul dans sa chambre. La surveillance mutuelle des soldats créait une atmosphère de suspicion généralisée, pratiquée par d'autres régimes politiques jusqu'au XXe siècle. 

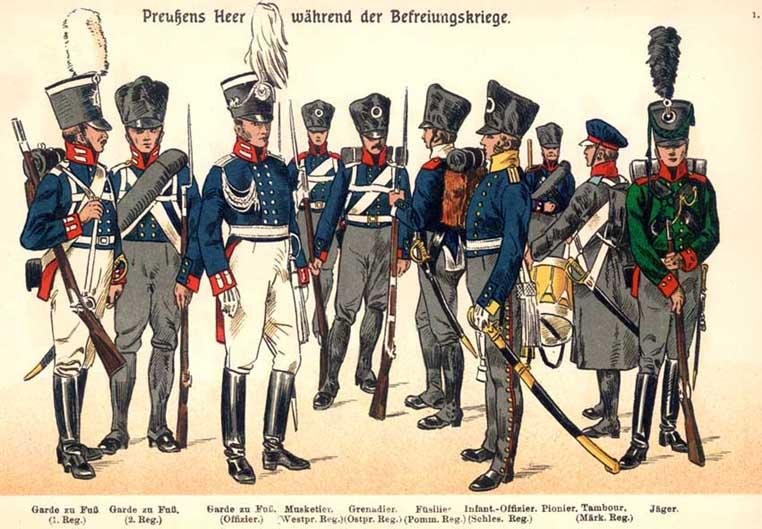
Soldats prussiens en 1813

La désertion entraînait une série de sanctions non négligeables. On affichait les noms des déserteurs à la potence publique, on confisquait leurs biens de façon à les déshonorer aux yeux de tous. 
Pour récupérer les « enfants du pays » coupables de désertion, le souverain décrétait de temps à autre une amnistie générale ou dans le texte original des décrets: un « pardon général » (« Generalpardon »). C'est le cas du décret du 24 mars 1727 où Frédéric-Guillaume Ier déclare amnistier, pardonner et rendre leur honneur à tous ceux qui reviendraient au pays. Cela implique le retrait de leur nom affiché à la potence, la restitution des biens confisqués. En revanche, s'ils ne reviennent pas, la sentence resterait effective et exécutée. Les colonels des régiments réclamaient qu'on l'on punisse également les parents des enfants fuyards, mais le roi le refusa. Sur le terrain, il semblerait que ces amnisties n'aient pas eu l'effet escompté car les hommes se méfiaient profondément des autorités militaires. La pratique perdurera toutefois après le roi-sergent puisque Frédéric le Grand décréta également un « pardon général » le 18 février 1779 à Berlin.
Ce nouveau système de cantonnement permit du point de vue de l'armée prussienne d'obtenir un afflux constant de recrues et d’établir une bureaucratie locale qui contribua à mieux contrôler les zones prussiennes, en particulier les régions qui furent annexées au fur et à mesure. L'avantage de territorialiser les régiments permit aussi de créer une meilleure cohésion à l'intérieur des unités, à l'inverse des troupes mixtes souffrant d'une trop grande hétérogénéité.